# Parc Albert-Michallon
Le parc Albert-Michallon est un espace vert de Grenoble en France, dont la caractéristique est d'être le parc de sculptures du musée de Grenoble. L'une d'entre elles, Conversation, est mobile avec des bras d'acier possédant un mouvement permanent.

## Caractéristiques

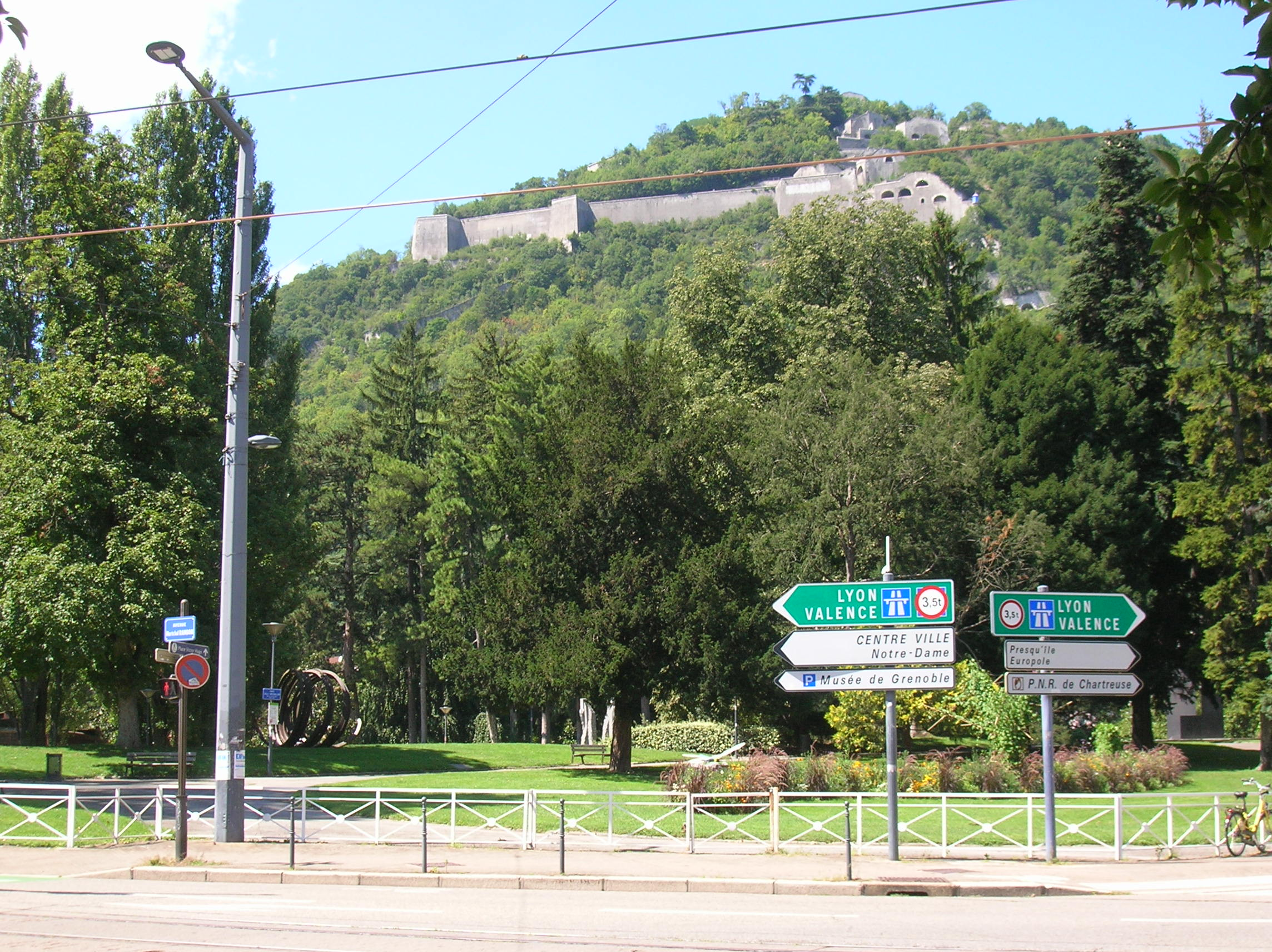
Entrée du parc

Le parc Albert-Michallon est situé dans le nord-est du territoire de Grenoble, non loin du centre-ville et près de l'Isère, à l'emplacement d'une ancienne demi lune de fortification. 
Cet espace vert est encadré au nord-ouest par le quai Jongkind, au nord-est par la rue Masséna, au sud-est par l'avenue Maréchal-Randon et au sud-ouest par le musée de Grenoble. Il mesure environ 16 000 m2. Le parc porte le nom d'Albert Michallon, maire de Grenoble de 1959 à 1965, et accueille une plaque commémorative rappelant ses faits de résistance durant la seconde guerre mondiale. Ce parc a été aménagé à partir de 1964.
Globalement, le parc prend une forme d'équerre, épousant le cheminement des fortifications de la fin du XIXe siècle qui terminent leur course à l'intérieur du musée. Il abrite le plus vieil arbre de la ville, un cèdre du Liban planté en 1847. Le parc de l'Île verte assurent la continuation de la zone verte de ce quartier vers l'est au niveau du boulevard Maréchal Leclerc et des tours de l'Ile Verte

## Sculptures

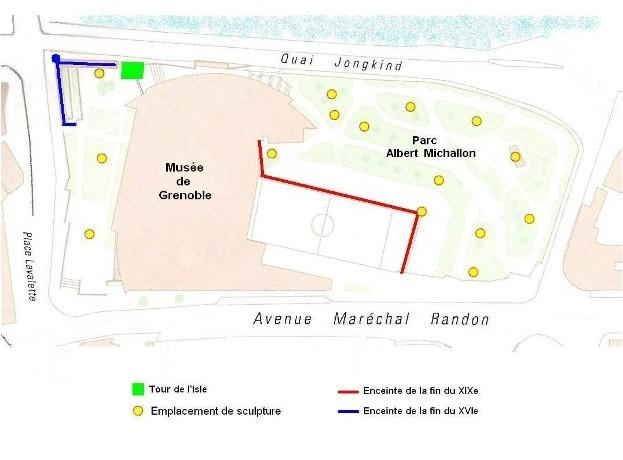
Plan du site.

Les visiteurs du musée doivent passer devant la Tour de l'Isle pour accéder au parc lui-même. Le parc Albert-Michallon est un parc de sculptures et héberge depuis 1988 une quinzaine de sculptures monumentales du XXe siècle répartis en deux zones distinctes.
- Sur l'esplanade François-Mitterrand, devant le musée :
  - Monsieur Loyal, Alexander Calder (1967, 9 m de hauteur, acier laqué)
  - Étoile polaire, Mark di Suvero (1972, 23 m de hauteur et 18 m d'envergure, acier peint)
  - Jeune fille debout, Marcel Gimond (1934, bronze ; devant la muraille du XVIe siècle)

- Dans le parc à l'arrière du musée :
  - Cécile, traitée à l'antique, Léon-Ernest Drivier et Marcel Gimond (1928, bronze)
  - Le Chant des montagnes, Anthony Caro (1993, la sculpture s'appuie sur le mur d'enceinte)
  - Conversation, George Rickey (1991, sculpture mobile, acier inoxydable)
  - Couple, Eugène Dodeigne (1993, pierre de Soignies)
  - Duna, Marta Pan (1991, 3,3 m de hauteur, 5 disques de granite rose)
  - Femme nue debout, Rolande, Robert Wlérick (1936-1942, bronze patiné)
  - La Grande Vague, Morice Lipsi (1978, pierre)
  - Monoforme 26, Gottfried Honegger (1988, 5 m de hauteur, métal peint)
  - Orphée, Ossip Zadkine (1948, bronze)
  - Transit West (for the 36 Albanians...), Richard Nonas (1994)
  - Trois lignes indéterminées, Bernar Venet (1992, acier Corten)
  - Zuhaitz, Eduardo Chillida (1989, acier Corten)